# شهرستان ترویتسکی (سرزمین آلتای)
شهرستان ترویتسکی (به لاتین: Troitsky District) یک منطقهٔ مسکونی در روسیه است که در سرزمین آلتای واقع شده‌است.